# نورمان فاغنر
نورمان فاغنر هو مدرس كندي، ولد في 29 مارس 1935 في Edenwold ‏ في كندا، وتوفي في 10 ديسمبر 2004 في كالغاري في كندا.